# Горківськая Слобода
Горківськая Слобода (біл. вёска Горкаўска Слабада) — село в складі Червенського району Мінської області, Білорусь. Село підпорядковане Лядівській сільській раді, розташоване в центральній частині області.